# Mesure algébrique
Pour les articles homonymes, voir Mesure et Algébrique.

## En géométrie élémentaire
En géométrie, une mesure algébrique est une longueur affectée d'un signe, ce qui permet d'en orienter le sens sur un axe donné.
Ainsi, alors que la longueur d'un segment est toujours positive, on peut utiliser une mesure algébrique de ce segment, qui est égale à sa longueur si on la prend dans un sens, et à l'opposé de sa longueur si on la prend dans l'autre.
La notation qui différencie une mesure algébrique relative à un segment de la longueur de celui-ci consiste à placer une barre horizontale au-dessus des lettres qui représentent les deux points du segment. Alors que l'ordre des lettres n'a pas d'importance dans la notation d'une longueur, il définit justement le signe de la mesure algébrique, puisque la première lettre désigne le point de départ et la seconde désigne le point d'arrivée.
Exemple : la mesure algébrique d'un segment [AB] (ou [BA], ce qui est équivalent) peut être {\displaystyle {\overline {AB}}} ou {\displaystyle {\overline {BA}}}. Si l'on suppose que l'axe est orienté de A vers B, alors {\displaystyle {\overline {AB}}=AB} et {\displaystyle {\overline {BA}}=-AB}. Si l'on suppose au contraire que l'axe est orienté de B vers A, alors {\displaystyle {\overline {AB}}=-AB} et {\displaystyle {\overline {BA}}=AB}.
Le produit des mesures algébriques de deux segments portés par une même droite ne dépend pas de l'orientation de celle-ci, et peut donc être introduit directement en géométrie euclidienne (voir puissance d'un point par rapport à un cercle).
En ce qui concerne le quotient, il ne dépend pas non plus de l'unité de longueur choisie : en fait le quotient des  mesures algébriques de deux segments portés par une même droite est une notion de géométrie affine.

## En géométrie affine
La notion de mesure algébrique apparaît dans certains énoncés de résultats (théorème de Thalès, théorème de Ceva, théorème de Ménélaüs,..) qui ne nécessitent nullement que soit définie une unité de « longueur », ni même que l'espace où l'on travaille soit fondé sur le corps des réels.
En premier lieu, étant donnés deux points {\displaystyle A} et {\displaystyle B} d'un espace affine, il est possible de définir la mesure algébrique {\displaystyle {\overline {AB}}} dès lors qu'on a préalablement privilégié un vecteur {\displaystyle {\vec {u}}} parmi ceux dirigeant la droite  {\displaystyle (AB)} : la notation {\displaystyle {\overline {AB}}} désignera simplement l'unique scalaire {\displaystyle \lambda } tel que {\displaystyle {\vec {AB}}=\lambda {\vec {u}}}. Ceci généralise bien la définition « naïve » : si on est sur une droite orientée dans un espace affine euclidien, on retrouve la même quantité que plus haut si on prend pour {\displaystyle {\vec {u}}} le vecteur unitaire orientant {\displaystyle (AB)} et pointant dans le sens indiqué par l'orientation.
Plus spécifiquement, lorsqu'interviennent des rapports de mesures algébriques, il n'est plus besoin de disposer d'un vecteur de référence. Étant donnés trois points alignés {\displaystyle A}, {\displaystyle B} et {\displaystyle C} d'un espace affine (et rien d'autre), tels que {\displaystyle A\not =C}, on peut définir la quantité
| {\displaystyle {{\overline {AB}} \over {\overline {AC}}}} |

comme l'unique scalaire {\displaystyle \lambda } tel que {\displaystyle {\overrightarrow {AB}}=\lambda \,{\overrightarrow {AC}}.}
Les transformations affines conservent ces rapports de mesures algébriques.